# Hirotaku Hagiwara
Hirotaku Hagiwara (født 11. juli 1986) er en tidligere japansk fodboldspiller.
Han har spillet for flere forskellige klubber i sin karriere, herunder Kataller Toyama.